# Siegburger Kompositionswettbewerb
Der Siegburger Kompositionswettbewerb wird jährlich von der Engelbert-Humperdinck-Gesellschaft Siegburg ausgeschrieben und von der Engelbert-Humperdinck-Musikschule Siegburg unter der Schirmherrschaft des Bürgermeisters veranstaltet.
Der Kompositionswettbewerb richtet sich an Kinder, Jugendliche und Erwachsene ohne Altersbeschränkung. Ihm liegt in der Regel ein bestimmtes Thema oder eine vorgegebene Besetzung zu Grunde.
Im Jahr 2021 fand der Wettbewerb zum 33. Mal statt, den ersten Preis erhielt Otto Fischer. Bekannte Preisträger der vergangenen Jahre waren unter anderem:  Oliver Drechsel (2007), Shigeru Kan-no (2004 bis 2017), Sabine Salzer (2006), Franz Surges (2003 und 2005), Hermann Seidl (2005), Lars Straehler-Pohl (2006), Bettina Weber (2002), Ryokan Yamakata (2016), Kevin Hunder-Conolly (2017), Patrik Hahn (2014), Yasutaki Inamori (2017), Wataru Mukai (2017) und Peter Rack (2016).